# Троянски астероиди на Нептун
Троянските астероиди на Нептун (англ. Neptune trojan) е група астероиди от пояса на Кайпер, които се движат по орбитата на Нептун на 60° преди и на 60° след планетата, всяка една от тях на 5 милиарда километра от Нептун. Към май 2019 година са открити 20 троянски астероиди на Нептун, които имат същия орбитален период като планетата. Те лежат в удължен, извит регион около точките на Лагранж L4 и L5. Около точка L4 са открити седемнадесет, а около L5 – 3 астероида. Някои от тях са: 2001 QR322, 2004 UP10, 2005 TN53, 2005 TO74, 2006 RJ103 и 2007 RW10.
Първият троянец 2001 QR322 е открит през 2001 г. 2008 LC18 е първият троянец, орбитиращ около L5. Търсенето на астероиди в точката L5 е силно затруднено, защото се проектира върху част от Млечния път, обсипан със звезди. Откриването на 2005 TN53 в орбита с висок ъгъл на инклинация (>25°) е значимо, защото води до предположението, че съществува дебел облак от троянски астероиди. Предполага се, че големите (с радиус над 100 км) троянски астероиди на Нептун могат да се окажат повече от тези на Юпитер с един порядък.